# SS Californian
O SS Californian foi um navio cargueiro britânico construído pelos estaleiros da Caledon Shipbuilding & Engineering Company em Dundee, Escócia, para a Leyland Line com o objetivo principal de transportar algodão, apesar de possuir algumas cabines de passageiros. Ele foi lançado ao mar em novembro de 1901 e iniciou sua carreira no final de janeiro do ano seguinte, servindo entre Boston e Nova Orleans nos Estados Unidos.
O Californian estava atravessando o Oceano Atlântico na madrugada do dia 15 de abril de 1912, muito próximo da área onde o RMS Titanic havia colidido com um iceberg e estava afundando. Ele estava no meio de um campo de gelo e não foi capaz de captar os pedidos de socorro da outra embarcação porque seu operador de rádio já tinha ido dormir. A tripulação do Titanic afirma ter visto outro navio por perto enquanto a tripulação do Californian disse ter avistado luzes de outra embarcação e o lançamento de fogos de artifício sinalizadores, porém não entenderam seu significado e acabaram não prestando assistência.
A tripulação e seu capitão Stanley Lord foram muito criticados por não terem ido ao socorro do Titanic, com Lord tendo sua carreira e reputação destruída depois do incidente. Apesar disso, até hoje existem grandes controvérsias e debates sobre a real posição dos dois navios e se era possível que Californian tivesse conseguido resgatar os sobreviventes, ou se ainda era realmente o Titanic o navio que fora avistado naquela noite.
O Californian acabou continuando sua carreira pelos anos seguintes até a Primeira Guerra Mundial, quando foi requisitado pela Marinha Real Britânica para atuar como navio de transporte de tropas na região do Mar Mediterrâneo. Ele acabou sendo torpedeado em 9 de novembro de 1915 pelo submarino alemão SM U-35 perto da costa da Grécia e naufragou, com seus destroços nunca tendo sido encontrados.

## História
O SS Californian tinha uma arqueação bruta de 6233 toneladas, 136 m de comprimento e uma velocidade média de 12 nós (22 km/h). A embarcação foi equipada com um motor a vapor de extensão tripla alimentada por duas caldeiras e foi concebido essencialmente para o transporte de algodão, mas também tinha capacidade para transportar 47 passageiros e 55 tripulantes. Ele tem a distinção de ser o maior navio já construído em Dundee.
O Californian foi lançado ao mar em 26 de novembro de 1901 e completou seus testes marítimos em 23 de janeiro de 1902. De 31 de janeiro de 1902 a 3 de março de 1902, ele fez sua viagem inaugural partindo de Dundee para Nova Orleães, Luisiana, Estados Unidos.

### Naufrágio doTitanic
Stanley Lord, que comandava o Californian desde 1911, era o seu capitão quando saiu de Liverpool, na Inglaterra, em 5 de abril de 1912, a caminho de Boston. Ele não transportava passageiros nesta viagem.
No domingo, 14 de abril, às 18:30, o único radiotelegrafista do Californian, Cyril Evans, avisou o Antillian sobre três grandes icebergs que estavam a cinco milhas ao sul. O operador sem fio do Titanic, Harold Bride, também recebeu o aviso e entregou-o à ponte de comando do navio alguns minutos depois.
O Californian entrou em um grande campo de gelo às 22:20 horas, e o capitão Lord decidiu parar o navio e esperar até a manhã seguinte antes de prosseguir novamente. Antes de sair da ponte, ele acreditou ter visto a luz de um navio para o leste, mas não podia ter certeza de que não era apenas uma estrela em ascensão. Lord continuou nas cabines dos engenheiros e se encontrou com o chefe, a quem ele contou sobre seus planos de parar. Enquanto conversavam, viram as luzes de um navio se aproximando. Lord perguntou a Evans se ele conhecia quaisquer navios da área, e Evans respondeu: "Apenas o Titanic". Lord pediu a Evans que informasse o Titanic de que o Californian estava parado e cercado de gelo.
O operador sem fio do Titanic, Jack Phillips, estava ocupado limpando uma acumulação de mensagens de passageiros com a estação sem fio de Cape Race, a 800 milhas (1.300 km) de distância, na época. A mensagem de Evans, devido à proximidade relativa dos dois navios, atrapalhou o contato de Phillips com Cape Race, que o repreendeu: "Cale a boca, cale a boca, estou ocupado, estou trabalhando em Cape Race!" Evans apenas ouve o tráfego de mensagens do Titanic até 23:30 e então desliga o aparelho e retira-se para dormir. Dez minutos depois, o Titanic atingiu um iceberg. Vinte e cinco minutos depois, ele transmitiu seu primeiro chamado de socorro.
O terceiro oficial Charles Groves, do Californian, testemunhou no inquérito britânico de que às 23:10 ele tinha visto as luzes de outro navio a 10 ou 12 milhas de distância. Por volta das 23:30, Groves foi até a cabine informar Lord. Lord sugeriu que o navio fosse contatado com lâmpada de morse, o que foi feito, mas nenhuma resposta foi vista. Para Groves, ele era claramente um grande navio, já que ele tinha vários conveses brilhantemente acesos. O navio pareceu parar e extinguir as luzes de seu conveses às 23:40, no mesmo momento em que o Titanic parou os motores.
Pouco depois da meia-noite, o segundo oficial Herbert Stone se juntou a Groves. Ele também observou o navio misterioso, estimando sua posição em cerca de 5 milhas de distância. Ele tentou contatá-lo com a lâmpada de morse, também sem sucesso. O oficial aprendiz James Gibson, declarou que às 00:55, Stone contou que havia observado cinco foguetes no céu acima do navio próximo. Stone declarou ter informado o capitão Lord ao inquérito britânico. Lord perguntou se os foguetes eram sinais de socorro, mas Stone não sabia. Lord e Stone testemunharam que os fogos não eram sinais de socorro. Lord ordenou a Stone para lhe informar caso alguma coisa sobre o navio mudasse e para manter a sinalização com lâmpada morse, mas não ordenou que fosse contatado por rádio.
Gibson testemunhou que Stone havia manifestado desconforto sobre a situação: "Um navio não vai disparar foguetes no mar por nada", disse Stone. "Ele parece muito estranho, ele parece estar fora da água - suas luzes parecem estranhas". Gibson observou: "Ele parece estar com um lado fora da água", e ele concordou que "o navio não estava normal"; que era "um caso de algum tipo de angústia". Stone, no entanto, sob questionamento pela investigação britânica, que se tornou cada vez mais incrédula, disse repetidamente que ele não pensou no momento que os foguetes poderiam ter sido sinais de socorro, e que a possibilidade não ocorreu até ele ser notificado do naufrágio do Titanic.
Às 02:00, o navio parecia estar deixando a área. Poucos minutos depois, Gibson deu a novidade ao capitão Lord e informou que oito foguetes brancos haviam sido vistos. Lord perguntou se ele tinha certeza da cor. Gibson disse que sim e saiu.
Às 02:20, o Titanic afundou. Às 03:40, Stone e Gibson lançaram foguetes para o sul. Eles não viram o navio que os atiçava, mas, nesse mesmo momento, o RMS Carpathia estava vindo do sudeste, disparando foguetes para que o Titanic soubesse que a ajuda estava a caminho. Às 04:16, o oficial chefe George F. Stewart liberou Stone, e quase imediatamente notou, vindo do sul, um navio a vapor brilhantemente iluminado com uma chaminé; o Carpathia chegou ao local pouco depois das 04:00.
O capitão Lord acordou às 04:30 e saiu no convés para decidir como passar do gelo para o oeste. Ele enviou Stewart para acordar Evans e descobrir o que aconteceu com o navio que eles viram no sul. Posteriormente, eles foram avisados pelo Frankfurt que o Titanic havia afundado durante a noite. Lord ordenou que o navio voltasse a navegar. O curso do Californian foi alterado para o oeste, passando lentamente pelo campo de gelo, depois virando para o sul. O Californian foi avistado às 06:00 pelo SS Mount Temple. O Californian avistou o Carpathia ao leste, depois virou-se e dirigiu-se para o norte em direção ao navio de resgate, chegando às 08:30.
O Carpathia estava terminando de pegar o último dos sobreviventes do Titanic. Depois de se comunicar com o Californian, o Carpathia saiu da área, deixando o Californian no local para procurar por outros sobreviventes. No entanto, o Californian só encontrou destroços dispersos e botes salva-vidas vazios.

### Investigações após o desastre
À medida que o conhecimento público crescia em relação ao desastre do Titanic, muitas questões surgiram sobre como ocorreu o desastre e como poderia ter sido evitado.
Um inquérito do Senado dos Estados Unidos sobre o naufrágio do Titanic começou em 19 de abril de 1912, o dia em que o Californian chegou despercebido em Boston. Inicialmente, o mundo não sabia sobre ele e sua participação no desastre do Titanic. Em 22 de abril, o inquérito descobriu que um navio perto do Titanic não havia respondido aos sinais de socorro. A identidade do navio era então desconhecida.
No dia seguinte, um pequeno jornal na Nova Inglaterra, The Clinton Daily Item, imprimiu uma  história chocante alegando que o Californian havia recusado o auxílio ao Titanic. A fonte da história foi o carpinteiro do Californian, James McGregor, que afirmou que ele estava perto o suficiente para ver as luzes do Titanic e os sinais de socorro. Por pura coincidência, no mesmo dia, o Boston American imprimiu uma história de origem do assistente de engenharia do Californian, Ernest Gill, que, essencialmente, contou a mesma história.
O capitão Lord também falou com os jornais de Boston. Em um artigo datado em 19 de abril do Boston Traveller, Lord afirmou que o navio estava a 30 milhas do Titanic, mas em um artigo do Boston Post em 24 de abril, ele reivindicou 20 milhas. Quando os repórteres perguntaram a Lord sobre sua posição exata na noite do desastre, ele se recusou a responder, chamando essa informação de "segredos de estado".
Após as revelações do jornal em 23 de abril, o inquérito do Senado dos EUA citou Gill, bem como o capitão Lord e outros do Californian. Durante seu testemunho, Gill repetiu suas afirmações. O testemunho de Lord foi conflitante e com mudanças de afirmações. Por exemplo, ele admitiu saber sobre os foguetes (depois de dizer aos jornais de Boston que seu navio não havia visto foguetes), mas insistiu que eles não eram foguetes de socorro e não foram disparados pelo Titanic, mas de um pequeno navio a vapor, o chamado "terceiro navio da noite". No entanto, o testemunho do capitão J. Knapp da Marinha dos Estados Unidos deixou claro que o Titanic e o Californian estavam à vista um do outro, e que não havia nenhum terceiro navio na área.
O chamado diário de bordo do Californian também foi questionado. Este é um registro em que todas as informações diárias pertinentes são inseridas antes de serem aprovadas pelo capitão. A política da empresa International Mercantile Marine Co., empresa-mãe da Leyland Line e White Star Line, exigia que as informações do diário fossem apagadas diariamente. O registro oficial não mencionou nenhum navio próximo, assim como foguetes. No inquérito britânico, Stone não foi questionado sobre suas anotações no diário de bordo entre a meia-noite e as 04:00 de 15 de abril.
Durante o inquérito, a tripulação do Californian, assim como o capitão Lord, deram depoimentos contraditórios. Mais notavelmente quando Lord afirmou não ter sido notificado quando o navio vizinho desapareceu, contradizendo os depoimentos de James Gibson, que disse ter relatado ao capitão.
Também durante as investigações, os sobreviventes do Titanic lembraram-se de ver as luzes de outro navio depois que o Titanic colidiu com o iceberg. Para o quarto oficial do Titanic, Joseph Boxhall, o outro navio parecia estar a cinco milhas (8 km) de distância e indo em sua direção. Assim como os oficiais do Californian, Boxhall tentou sinalizar o navio com uma lâmpada morse, mas não obteve resposta.
O capitão Edward Smith, do Titanic, sentiu que o navio estava perto o suficiente para que ele ordenasse que os primeiros botes salva-vidas lançados seguissem em direção do navio, transferindo os passageiros e voltando para buscar mais. Além disso, os ocupantes de um dos botes salva-vidas relataram que as luzes do outro navio eram vistas dos botes salva-vidas durante a noite; Um bote remou em direção a ele, mas nunca pareceu se aproximar.
Nos meses e anos que seguiram o desastre, foram promulgadas várias medidas preventivas de segurança. Os Estados Unidos aprovaram a Lei de Rádio de 1912, que exigia rádios de 24 horas em todos os navios em caso de emergência. A primeira Convenção Internacional para a Salvaguarda da Vida Humana no Mar formou um tratado que também exigia monitoramento de rádio 24 horas e padronizava o uso de foguetes de emergência.
Após a publicação do livro A Night to Remember, de Walter Lord, em 1955, o capitão Lord procurou uma re-audiência do inquérito relativo ao seu navio, para contrariar as alegações feitas no livro. As petições apresentadas ao governo do Reino Unido em 1965 e 1968 pela Mercantile Marine Service Association (MMSA), uma união a quem o capitão Lord pertencia, não conseguiu desarquivar o assunto. No entanto, como resultado da expedição de Robert Ballard mostrando que o Titanic não estava na posição indicada na investigação original, a Câmara de Comércio ordenou uma nova análise.
O senador William Alden Smith, em um discurso no inquérito do Senado dos EUA, disse: "O fracasso do capitão Lord foi em não despertar o operador sem fio de seu navio, que poderia ter facilmente identificado o nome do navio em perigo e chegar a tempo de evitar a perda de vidas, uma enorme responsabilidade sobre este oficial, do qual será muito difícil para ele escapar". O autor Daniel Allen Butler escreveu: "O crime de Stanley Lord não foi ter ignorado os foguetes do Titanic, mas que ele indubitavelmente ignorou o pedido de ajuda de alguém".
O historiador do Titanic Tim Maltin teorizou a inércia do Californian como resultado de uma miragem de água fria, ou miragem superior, decorrente de diferenças na temperatura do ar sobre as águas mais quentes do Oceano Atlântico e as águas mais frias da corrente do Labrador. Maltin sugeriu que isso causaria uma refração superior, sobrepondo, esticando e distorcendo a borda do mar, levantando imagens de objetos e distorcendo sua aparência. Isso explicaria por que a lâmpada morse do Titanic aparentava ser uma lâmpada de óleo cintilante no mastro de um navio muito menor e por que o capitão Lord achava que o Titanic era um navio diferente. Se correto, a teoria de Maltin pode explicar ainda mais o motivo pelo qual os vigias do Titanic não viram o iceberg com antecedência.

### Primeira Guerra Mundial
O Californian continuou seu serviço comercial até a Primeira Guerra Mundial, quando o governo britânico assumiu o controle dele.
No dia 9 de novembro de 1915, quando estava a caminho de Salonica para Marselha, ele foi torpedeado e afundado cerca de 60 milhãs (100 km) ao sudoeste do Cabo Matapan, na Grécia pelo  submarino alemão SM U-35, resultando na morte de um tripulante. Seus destroços ainda não foram encontrados. O Californian afundou a menos de 200 milhas (320 km) a partir do local onde o HMHS Britannic, navio irmão do Titanic, seria afundado por uma mina um ano depois.